# واکنش زنجیره‌ای هسته‌ای

نمودار واکنش زنجیره‌ای شکافت هسته‌ای
۱. یک اتم اورانیوم -۲۳۵ با جذب یک نوترون به ۲ اتم جدید (نتیجهٔ شکافت) تقسیم می‌شود و ۳ نوترون جدید و انرژی بستگی را آزاد می‌کند.
۲. یکی از نوترون‌ها توسط یک اتم اورانیوم -۲۳۸ جذب می‌شود و این واکنش را ادامه نمی‌دهد. یک نوترون دیگر به سادگی از بین می‌رود و واکنش را ادامه نمی‌دهد. با این حال، یک نوترون دیگر با یک اتم اورانیوم-۲۳۵ برخورد می‌کند، که با تقسیم دو نوترون و انرژی بستگی را آزاد می‌کند. ۰۳ این دو نوترون با اتم اورانیوم ۲۳۵ برخورد می‌کنند، که از ۱ تا ۳ نوترون تقسیم و آزاد می‌شوند، و هنوز هم ادامهٔ واکنش می‌تواند حفظ شود

واکنش زنجیره‌ای هسته‌ای فرآیندی است که در آن نوترون‌های ناشی از شکافت هسته‌ای باعث شکافت هسته‌های دیگر اتم‌ها می‌شوند.

## پیشینه
در اواخر سال ۱۹۳۸ اتو هان، لیزه مایتنر و فردریک اشتراسمن به اکتشافی دست یافتند که دنیا را تحت تأثیر قرار داد، آن‌ها متوجه شدند که می‌توان کاری کرد که هسته‌های اورانیوم ۲۳۵ شکسته شوند.

## فرایند
فرض کنید که نوترونی در اطراف یک هسته اورانیوم ۲۳۵ آزادانه در حال حرکت است. این هسته تمایل زیادی دارد که نوترون کند را به درون خود بکشاند و آن را جذب کند. هسته اورانیوم پس از گیر اندازی این نوترون دیگر هسته‌ای پایدار نیست و ناگهان از هم شکافته می‌شود. این هسته در طی فرایند شکافت به دو یا چند هسته با جرم کوچک‌تر، یعنی به صورت هسته‌های عناصر نزدیک به مرکز جدول تناوبی تجزیه می‌شود.
به‌طور کلی در فرایند شکافت اگر یک نوترون به هسته اصابت کند به‌طور میانگین ۵٫۲ نوترون در اثر شکافت آزاد می‌شود حال اگر ما تعداد نوترون‌های آزاد شده را ۳ عدد فرض کنیم و مدت زمان لازم برای تحقق هر شکافت ۰/۰۱ ثانیه باشد، مقدار اورانیوم مصرف شده در یک ثانیه در حدود ۱۰ به توان ۲۳ کیلوگرم خواهد بود. واضح است که واکنش زنجیره‌ای شکافت می‌تواند مقادیر قابل توجهی از اورانیوم را در مدت زمان ناچیزی به انرژی تبدیل کند.
مشخص است که ما نیازی به تولید مستمر نوترون نداریم بلکه با اصابت اولین نوترون به هسته و آزاد شدن نوترون‌های ناشی از فرایند شکافت ما می‌توانیم نوترون مورد نیاز خود را بدست آوریم که مسلماً این تعداد نوترون بسیار بیشتر از نیاز ما خواهد بود. به حداقل مقدار اورانیومی که برای فرایند شکافت لازم است جرم بحرانی یا مقدار بحرانی می‌گویند. از به هم پیوستن دو یا چند جرم بحرانی یک ابر جرم بحرانی حاصل می‌شود.
حال اگر بخواهیم واکنش زنجیره‌ای ادامه پیدا کند، حفظ یک اندازه حیاتی برای ماده اولیه اورانیوم ضرورت دارد. در صورتی که مقدار اورانیوم را خیلی کمتر از جرم حیاتی ( بحرانی ) بگیریم، بیشتر نوترون‌های تولیدی فرار خواهند کرد زیرا این فرار به عواملی چون شکل فیزیکی اورانیوم و جرم آن وابسته‌است و در نتیجه واکنش متوقف می‌شود. از سوی دیگر اگر مقدار اورانیوم را فوق‌العاده زیاد بگیریم مثلاً به اندازه یک ابر جرم حیاتی    ( بحرانی )، تمام نوترون‌های تولیدی در واکنش‌های بعدی شرکت خواهند کرد و انرژی آزاد شده در یک فاصله زمانی کوتاه آنچنان زیاد خواهد شد که نتیجه‌ای جز انفجار نخواهد داشت!! بین این دو حالت یک خط فاصل وجود دارد:اگر بزرگی کره اورانیومی شکل را درست برابر اندازه بحرانی بگیریم آنگاه از هر شکافت فقط یک نوترون برای شرکت در شکافت بعدی باقی می‌ماند در این صورت واکنش با آهنگ ثابتی ادامه می‌یابد. از خاصیت حالت سوم برای عملکرد نیروگاه‌های هسته‌ای استفاده می‌کنند. جرم حیاتی اورانیم حدود بیست و سه کیلو گرم است .